# 科堡半岛

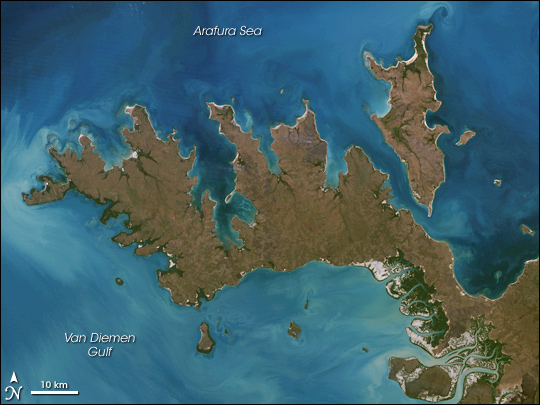
科堡半岛图片
右上方为克魯克島

科堡半岛（英語：或）也译作库伯格半岛、哥布加半岛，位于澳大利亚北部地区阿纳姆地西北端，北滨阿拉弗拉海，南临范迪门湾，最西端唐角隔邓达斯海峡与梅尔维尔岛相望。长约100公里，海岸线曲折，北岸多小海
湾，其中最大的埃辛顿港（Port Essington）长31公里，宽11公里，早期曾为一个定居点。第一位看到科堡半岛的西方人是1818年到达此地的英国皇家海军上校菲利普·帕克·金（Phillip Parker King），他以维多利亚女王的舅父萨克森-科堡的利奥波德亲王（Prince Leopold of Saxe-Coburg，即后来的比利时国王利奥波德一世）的头衔命名。现半岛上开辟为基那奥巴鲁国家公园（Garig Gunak Barlu National Park），由原住民和北部地区政府共同管理。